# Saint-Martin-du-Tertre (Val-d’Oise)
Saint-Martin-du-Tertre egy község Franciaországban. Lakosainak száma 2662 fő (2022. január 1.).

## Földrajza
Saint-Martin-du-Tertre Asnières-sur-Oise, Belloy-en-France, Maffliers, Noisy-sur-Oise, Presles, Viarmes és Villaines-sous-Bois községekkel határos.